# 日本以外全部沈没
『日本以外全部沈没』（にほんいがいぜんぶちんぼつ）は、筒井康隆の短編小説。『オール讀物』1973年9月号に発表。タイトルは「以外全部」が「日本」「沈没」よりも小さいフォントで『日本以外全部沈没』と表記される。
本項では、この作品を原作にした2006年公開の日本映画についても記述する。

## 概要
当時のベストセラーであった小松左京のSF長編小説『日本沈没』のパロディであり、題名の通り日本列島以外の文明を持った人類が住む陸地すべて（チベット、アンデス等の高山・高原地域も残っていることが記されるが、治安が悪くて住めないと、著名人たちに嘆かせている）が沈没してしまった世界を舞台に、唯一の陸地である日本へと殺到する世界の著名人の悲惨な境遇と世界で一番偉い人種となる日本人と三等市民である外国人の軋轢を描いた小説である。

## 作品解説
『日本沈没』のヒットを祝うSF作家たちの集まりで、星新一が題名を考案、小松の許可を得て筒井が執筆した。第5回（1974年度）星雲賞短篇賞受賞作品（ちなみに長編賞は『日本沈没』）。授賞式の壇上、小松は冗談交じりに「『日本沈没』完成まで9年かけたのに、筒井氏は数時間で書き上げて賞を攫ってしまった」とコメントしたという。
そして、さらなる返礼として小松が書いたのが「タイム・ジャック」（『S-Fマガジン』1973年10月臨時増刊号、早川書房）である。筒井作品風に「おれ」を名乗る主人公の他、筒井や小松が当時よく登場させていた「大杉酔狂」や「月古市」なども登場する、ドタバタSFパロディ短篇である。筒井は、小松の自薦短編集『さらば幽霊』（講談社文庫、1974年）の解説で、一見して表層的には「筒井的」にしか見えないこの作品に、それでも現れている違いを読み解くことで、小松の特質を分析するという試みをおこなっており、アンソロジー『'73日本SFベスト集成』（徳間書店、1975年）収録の際の解説でもそれを抜粋している。

## 書籍
- 農協月へ行く （角川書店、1973年11月。角川文庫、1979年5月20日）
- 日本以外全部沈没 〈自選短篇集3（パロディ篇）〉（徳間文庫、2002年9月15日）ISBN 4198917655
- 日本以外全部沈没 〈パニック短篇集〉（角川文庫、2006年6月24日）ISBN 4041305225
- オーディオブックCD 日本以外全部沈没（ことのは出版、2008年5月7日）朗読：安原義人

## 映画

### ストーリー
酒場でペピトーン米大統領やロシア大統領が日本人をヨイショしている。中韓首脳も神社にお参りしてきたという。
こうなったのも3年前の2011年、原因不明の天変地異でアメリカ大陸が1週間で海に沈んだのが最初。大統領たちがエアフォースワンで脱出したり、4000人乗った飛行機が墜落したり大混乱。オスカー俳優ジェリー・クルージングと妻のエリザベス・クリフトも自家用ジェットで日本に移住。新聞記者「おれ」の妻キャサリンはアメリカ人で家族は中国に向かったかもしれないと慰める。輸入に頼っている食糧は高騰している。1週間後、中国大陸が沈没を始め、その1週間後にはユーラシア大陸がすべて、その2日後にはアフリカ大陸、翌日にはオーストラリア大陸が沈没。田所博士によれば、地球温暖化でマントルが動き、挟まれた日本列島だけが突出したという。
避難民たちで日本の人口は5倍になる。1ドル5銭になって外国で裕福な暮らしをしていた者たちも極貧になる。外国人女性は日本の女性と違って可愛いと、メイドや愛玩用に雇われる。捕鯨禁止を訴える国がなくなったため鯨肉が安くなる。英会話学校が倒産して日本語学校が繁盛。外国人犯罪が多発し対外国人治安維持組織が結成され、日本語を解さない者、日本文化に馴染めない者は国外（つまり海上）に放逐されるようになる。おにぎり1個で仲間を売る外国人が増える。
「おれ」が外国人蔑視を強めるのと反比例して、移民を増やすべきというキャサリンの愛情は冷める。キャサリンはうまい棒を万引して特殊部隊GATに捕まったジェリーと一緒に国外追放されることを選ぶ。一方、日本に潜入していた北の某国の独裁者率いる特殊部隊が日本を乗っ取るためにテロを起こすが、田所博士は日本も沈むと予言し、安泉首相は各国の元首脳から今までの仕返しとしてリンチを受ける。襲撃された石山防衛庁長官は特殊部隊を道連れに自爆し、田所の予言通りに日本列島も沈没を始める。最期を前にした「おれ」や各国首脳たちはようやく和解し、日本列島は完全に沈没した。

### キャスト
- おれ（主人公） - 小橋賢児
- 古賀 - 柏原収史
- 後藤 - 松尾政寿
- ジェリー・クルージング（オスカー俳優） - ブレイク・クロフォード
- エリザベス・クリフト（人気女優、ジェリーの妻） - キラ・ライチェブスカヤ
- キャサリン（「おれ」の妻） - デルチャ・ミハエラ・ガブリエラ
- 古賀明子（古賀の妻） - 土肥美緒
- ペピトーン元アメリカ大統領 - ジョン・ヒーズ
- ラインバック元アメリカ国務長官 - ビル・ダーリング
- 金元韓国大統領 - 坂本大地
- 張元中国国家主席 - 隅野貞二
- デンプシー元国連事務総長 - サラム・ジャーニュ
- 北の独裁者 - ジーコ内山[注釈 2]
- ハリウッド映画監督ルージ・ジョーカス - ブルマンド・サンデイ
- 浅野内匠頭 - 八幡トモアキ
- 吉良上野介 - 石見栄英
- マジックガール - プリマベーラ
- 怪獣 - 谷口洋行
- 電エース - 破李拳竜
- 電一 - 南郷勇一
- 電車内の日本人 - 加藤礼次朗
- ナレーション - 木村裕二
- GAT・赤木隊長 - 岡村洋一
- GAT隊員 - 田崎敏路、清水一哉、原田光規、岡本光規、本宮賢二
- 記者 - 宮沢大地、阿部能丸、嶋田豪、稲川哲也
- アナウンサー - 三上哲
- ウェイトレス - 菅野沙織、一本木蛮、木村美幸、小峰柚子、野中聖治、渡部瑠美
- 出前持ち - ユリオカ超特Q
- 大家 - つぶやきシロー
- デーブ・スペクター（日本語学校「デーブ・スペクター日本語学院」校長） - デーブ・スペクター
- 結婚したばかりの若手議員 - イジリー岡田
- 機関銃で襲撃する北のウェイター - インゴ
- 予報士・森田良純 - 松尾貴史
- 酒場の男 - 筒井康隆（特別出演）
- アメリカ俳優 - プチ・ブルース、今一歩
- 編集長 - 黒田アーサー
- 伊達官房長官 - 中田博久
- 田所博士 - 寺田農
- 安泉純二郎首相 - 村野武範
- 石山新三郎防衛庁長官 - 藤岡弘、

### スタッフ
- 原作：筒井康隆（角川文庫刊）
- 原典：小松左京
- 監修：実相寺昭雄
- 企画：叶井俊太郎
- 監督：河崎実
- 脚本：右田昌万・河崎実
- プロデューサー：河崎実、鈴木政信、二木大介
- 音楽：石井雅子
- 撮影監督：須賀隆
- 照明：岩崎豊
- 録音：星一郎
- 美術：池谷仙克
- 助監督：落合崇
- 製作担当：福士茂
- 劇中イラスト：海老原優
- 特撮：特撮研究所
  - CGIディレクター：捻橋尚文
  - 特撮美術：松浦芳、花谷充泰、岡本純平
  - 操演：中山亨
  - 特撮監修：佛田洋
- 音響効果・MA：スワラ・プロ
- 現像：IMAGICA
- アソシエイトプロデューサー：遊佐和彦、石黒照夫
- 企画協力：藪中博章、内野惣次郎
- 製作協力：コダイ
- 製作プロダクション：リバートップ
- 製作委員会メンバー：クロックワークス、トルネード・フィルム、ウェッジホールディングス、角川ヘラルド映画、ジャパンデジタルコンテンツ信託、リバートップ

### 挿入曲・エンディングテーマ
「ニッポン音頭」
作詞：河崎実
作曲：石井雅子
歌：のぶよしじゅんこ
「「遺言」 〜日本以外全部沈没のテーマ〜」
作詞・作曲：緑川伸一
歌：ミドリカワ書房

### 作品解説
2度目の映画化であった東宝の『日本沈没』（2006年版）に公式に便乗しての製作となり、タイトルロゴも『日本沈没』のデザインをそのまま用いている。小松左京は映画化に関しては許可したものの出演依頼は断った。理由としては「できすぎるパロディーを書かれた原作者はいつまでも根に持つ」とのことである。
作中での時代設定は2014年。

#### 配役
テレビドラマ版『日本沈没』で主演した村野武範と1973年の映画版『日本沈没』で主演した藤岡弘、が揃って出演したことが話題となった。田所博士役を演じた寺田農は2006年版『日本沈没』からも出演依頼されていたが、どちらに出演するか悩んだ末に本作を選んだという。2006年版『日本沈没』出演者の中には「『日本以外全部沈没』にカメオ出演でもいいから出演したい」と希望するものがいたが、スケジュールの関係などのため、両作品共出演できたのは松尾貴史のみであった。

### 関連ソフト
CD
- 日本以外全部沈没 オリジナルサウンドトラック（2006年8月23日、Sony Records SRCL-6404）

DVD
- 日本以外全部沈没（2007年1月1日、角川エンタテインメント DABA-0317）
  - 映画の公開は『日本沈没』の方が先（2006年7月15日公開）だったが、DVDはこちらが先に発売された（『日本沈没』のDVD発売は2007年1月19日）。

### 備考
映画館で販売された本作のグッズには、2006年版『日本沈没』同様の非常時用持ち出しセット、題名ロゴ入り懐中電灯などがあった。